# Шрея Дітал
Шрея Дітал (12 квітня 1995) — непальська плавчиня.
Учасниця Олімпійських Ігор 2012 року, де в попередніх запливах на дистанції 100 метрів вільним стилем посіла 47-ме місце і не вийшла до півфіналів.